# The Girl of the Northern Woods
The Girl of the Northern Woods è un cortometraggio muto del 1910 diretto da Barry O'Neil.

## Produzione
Il film fu prodotto dalla Thanhouser Film Corporation.

## Distribuzione
Distribuito dalla Thanhouser Film Corporation, il film - un cortometraggio di 285 metri - uscì nelle sale cinematografiche statunitensi il 3 giugno 1910.